# Бой у Ко-Чанга
Бой у Ко-Чанга — морское сражение между отрядами французского и таиландского флотов, происшедшее 17 января 1941 года в ходе франко-тайской войны 1940—1941 годов. Единственное за всю войну серьёзное столкновение на море. Завершилось убедительной победой французов.

## Развёртывание
Таиландские вооружённые силы начали боевые действия против французских колоний в Индокитае 28 ноября 1940 года. Таиландский флот к началу военных действий насчитывал следующие боевые корабли:
- 2 броненосца береговой обороны;
- 2 броненосных канонерских лодки;
- 1 эсминец;
- 12 миноносцев;
- 4 подводные лодки;
- 3 шлюпа;
- 2 минных заградителя;
- 17 торпедных катеров;
- 3 сторожевых катера[1].

Небольшой флот Таиланда считался вполне современным и сбалансированным. Большая часть его кораблей была построена японскими и итальянскими компаниями в 1930-х годах. Его действия могло поддерживать до 150 самолётов таиландских ВВС. Несмотря на агрессивную позицию Таиланда в целом, таиландский флот вёл себя пассивно. Действия надводных сил ограничивались выходами групп кораблей на якорную стоянку у острова Ко Чанг, где была организована передовая база флота. Кроме того было организовано безуспешное патрулирование подводных лодок у побережья Камбоджи.

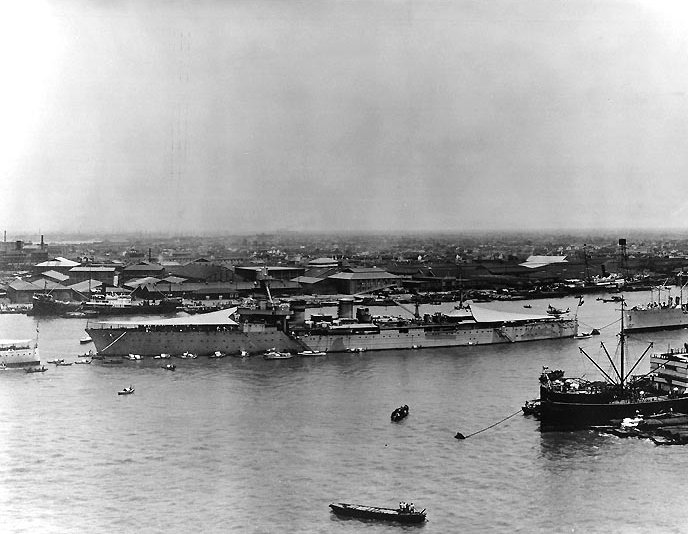
Лёгкий крейсер «Ламотт-Пике».

Военно-морские силы Франции в Индокитае были весьма незначительны. 19 ноября 1940 года командующий французскими военно-морскими силами в Индокитае контр-адмирал Терро приказал сформировать из наиболее боеспособных кораблей, находившихся в Сайгоне, оперативное соединение № 7. Соединение было собрано в бухте Камрани 9 декабря 1940 года. В него вошли лёгкий крейсер «Ламотт-Пике», колониальные авизо «Дюмон д’Юрвилль» и «Амираль Шарнье», а также старые авизо «Таюр» и «Марн». Командование соединением было поручено командиру «Ламотт-Пике» капитану 1-го ранга Режи Беранже.
13 января 1941 года генерал-губернатор Французского Индокитая адмирал Ж. Деку приказал 7-му соединению поддержать запланированное на 16 января 1941 года контрнаступление французских войск на границе с Таиландом. В тот же день все четыре авизо, отличавшиеся тихоходностью, были высланы в направлении архипелага Пауло-Кондор. Крейсер «Ламотт-Пике» вышел в море 14 января 1941 года и последовал к Пауло-Кондор, где намечалась встреча с авизо. Изначально план операции предусматривал демонстративные атаки против прибрежных пунктов Таиланда с целью вынудить противника распылить свои сухопутные силы для охраны побережья. Однако вечером 15 января 1941 года, уже после встречи французских кораблей у Пауло-Кондор, был получен приказ генерал-губернатора атаковать военно-морские силы Таиланда. Тем же вечером французское соединение отправилось в Сиамский залив.
Утром 16 января 1941 года соединение № 7 вошло в Сиамский залив. Воздушная разведка, проведённая тем же утром гидросамолётами «Луар-130», действовавшими с прибрежных аэродромов, установила наличие кораблей противника как у Ко Чанга, так и в главной базе тайского флота Саттахипе. Командующий французским соединением решил атаковать группировку, находившуюся у Ко Чанга, так как считал, что подойти незамеченным к Саттахипу не сможет.

## Силы сторон

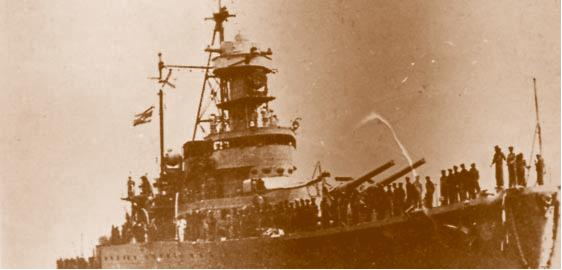
Броненосец береговой обороны «Дхонбури».

Утром 17 января 1941 года на якорной стоянке у острова Ко Чанг находились следующие корабли таиландского флота: броненосец береговой обороны «Дхонбури», а также минный заградитель «Нонг Сарай» и сторожевой катер «Тео Уток» стояли в проливе, у восточного берега Ко Чанга. У южного берега острова находились 2 миноносца — «Сонгкла» и «Чонбури».
Броненосец береговой обороны «Дхонбури» (тайск. เรือหลวงธนบุรี) был построен японской фирмой «Кавасаки кокуги коге К. К.» в 1938 году. Принадлежал к типу «Шри Аётха». Его полное водоизмещение составляло 2265 тонн, дизельная установка обеспечивала кораблю скорость 15,5 узлов. Корабль защищался бортовой бронёй толщиной 63 мм, палубной толщиной 38 мм, башни главного калибра и рубка имели толщину брони до 102 мм. Основным вооружением броненосца являлись четыре 203-мм орудия в двухорудийных башнях. Остальное вооружение было представлено устаревшими зенитными орудиями среднего и малого калибра.
Миноносцы «Сонгкла» и «Чонбури» принадлежали к типу «Трад». Оба были построены в Италии, компанией Cantieri Riuniti dell’Adriatico (CRDA) и считались сравнительно удачным типом корабля для действий в ограниченных акваториях. Полное водоизмещение этих кораблей достигало 470 тонн, паротурбинная установка обеспечивала скорость до 31 узла. Вооружение включало три 76-мм орудия, лёгкие зенитные средства и торпедные аппараты калибра 450 мм — всего шесть труб.

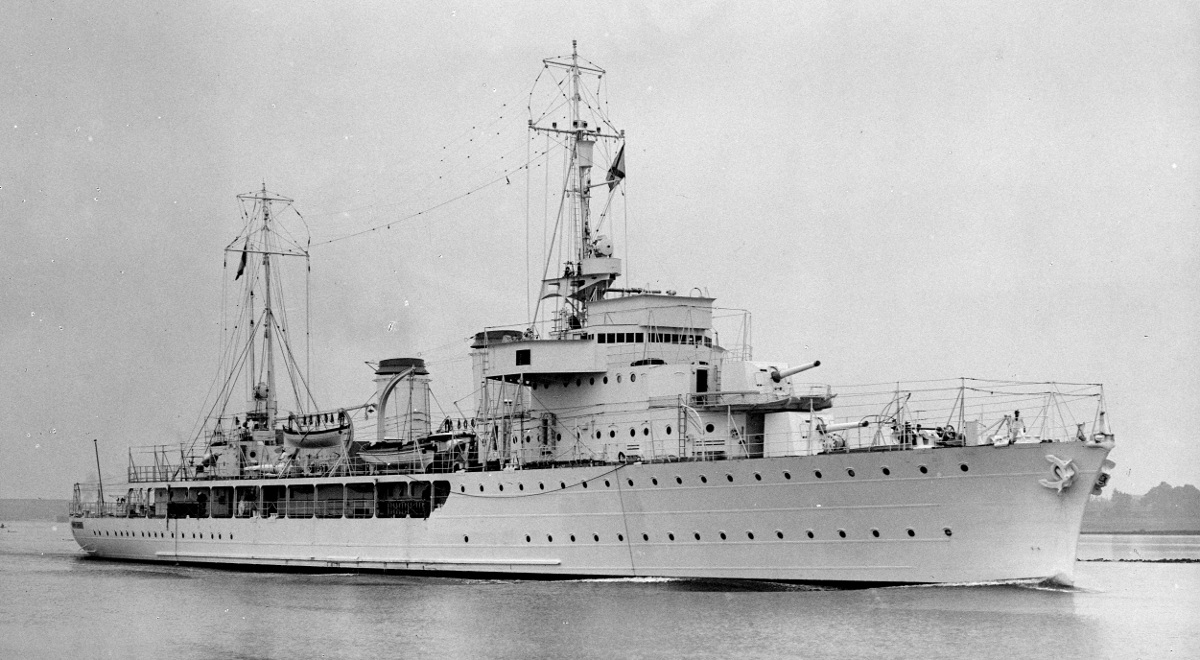
Колониальный авизо «Амираль Шарнье».

В состав французского соединения входили лёгкий крейсер «Ламотт-Пике», два колониальных авизо и два устаревших авизо. «Ламотт-Пике» (фр. Lamotte-Picquet) принадлежал к типу «Дюгэ Труэн» (фр. Duguay Trouin) и относился к первому поколению послевоенных французских крейсеров. Корабль отличался хорошими ходовыми и мореходными качествами, сильным вооружением, но имел крайне слабую броневую защиту.
Колониальные авизо «Дюмон д’Юрвилль» (фр. Dumont d'Urville) и «Амираль Шарнье» (фр. Amiral Charner), также именовавшиеся шлюпами, принадлежали к типу «Бугенвиль» (фр. Bougainville), построенному в 1930-х годах. На эти корабли возлагались задачи канонерских лодок, стационеров и флагманов колониальных сил. Авизо отличались солидным вооружением, прекрасными условиями для экипажа, но не обладали высокой скоростью. Фактически, они должны были стать альтернативой крейсерам в колониальных условиях. Их полное водоизмещение составляло 2600 тонн, вооружение включало в себя три 138-мм орудия, зенитные автоматы и гидросамолёт. Скорость из-за износа машин была невысокой — менее 16 узлов.
Ещё два авизо французов относились к устаревшим кораблям. «Марн» (фр. Marne) принадлежал к одноимённому типу и был построен в 1916 году. Его водоизмещение составляло 594 тонны, вооружение включало четыре 100-мм орудия. Скорость этого паротурбинного корабля при вступлении в строй достигала 21 узла, но к 1941 году он с трудом развивал только 13 узлов. «Таюр» (фр. Tahure) был построен в 1918 году и принадлежал к типу «Амьен» (фр. Amiens). Его водоизмещение составляло 644 тонны, скорость в начале карьеры превышала 20 узлов, но к началу 1941 года он давал не более 13 узлов. Вооружение состояло из двух 138-м орудий.

## Ход боя
План командующего французским соединением был основан на данных воздушной разведки, как оказалось впоследствии, неточных. Предполагалось разделение сил на три группы. Крейсер «Ламотт-Пике» составил группу A, которая наносила решающий удар с востока, на путях предполагаемого отхода кораблей противника. Колониальные авизо составили группу B. Они должны были атаковать противника в центре и вытеснять под огонь крейсера. Старые авизо включили в группу C, она имела вспомогательную задачу атаки противника с запада. Применение оружия оставалось на усмотрение командиров кораблей.

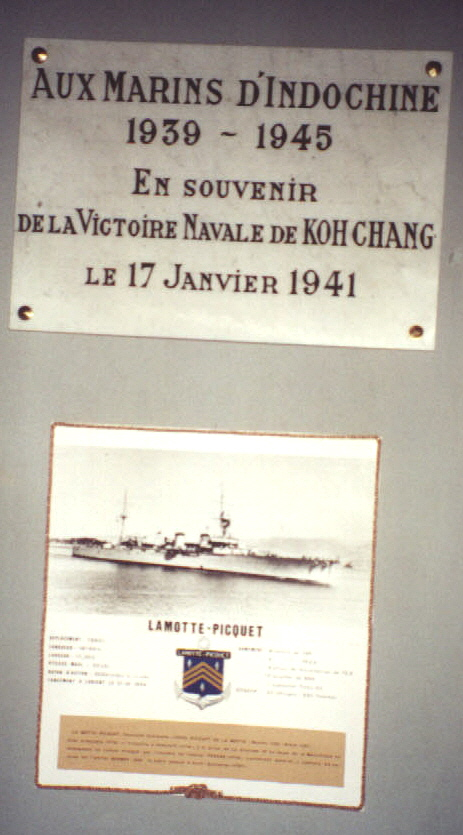
Мемориальная доска в честь 60-летия сражения у Ко-Чанга. Военно-морской музей, Брест.

Французское соединение подошло к Ко-Чангу в 5:30 утра и в 5:45 разделилось на три группы. В 5:50 над тайскими миноносцами пролетел французский разведчик «Луар-130», после чего на них начали разводить пары, но не успели дать ход до самого окончания боя. Проследовав на восток, французский гидросамолёт обнаружил корабли другой группы тайского флота и ошибочно донёс о наличии у Ко Чанга двух вражеских броненосцев.
В 6:10 тайские миноносцы открыли огонь по французскому крейсеру с дистанции 12 000 метров, но их стрельба была настолько неэффективной, что французы даже не сразу её заметили. С французской стороны первыми начали бой авизо в 6:15, далее в бой вступил и «Ламотт-Пике». Французы открывали огонь с дистанций от 5000 до 10 000 метров. Первоначально видимость была очень плохой, но к 6:30 улучшилась, а французские корабли сблизились с противником до дистанций 2600 — 3000 метров, поражая противника артиллерийским огнём. Тайские миноносцы, стоявшие без хода, получили множество попаданий и затонули — «Сонгкла» в 6:53, «Чонбури» в 6:55. После этого французское соединение отправилось на восток, для атаки главных сил тайского флота.
На тайских кораблях, стоявших к востоку от Ко Чанга, боевую тревогу объявили в 6:05. Благодаря дизельной установке, броненосец «Тонбури» смог дать ход уже через 15 минут и направился на юг, желая оказать поддержку своим миноносцам. Двум другим кораблям было приказано оставаться на месте. В 6:38 с борта «Ламотт-Пике» обнаружили противника, но, введённые в заблуждение данными авиаразведки, а также сложными условиями наблюдения, французы решили, что перед ними два вражеских броненосца. Противники открыли огонь в 6:45, практически одновременно.
Стрельба тайского броненосца с самого начала была весьма неточной. В то же время огонь французского крейсера был эффективен. Уже четвёртым залпом был достигнут ряд попаданий. Командир броненосца Промвиираапан был убит, разрушена система управления огнём, рулевое управление заклинило и корабль стал описывать циркуляции. Лишь спустя несколько минут управление удалось восстановить с помощью ручных приводов. При этом «Тонбури» получил ещё ряд попаданий, вызвавших затопления и пожары. Его огонь, который вели башни под местным управлением, стал совсем неточным. «Ламотт-Пике» попытался сократить дистанцию, но не мог приблизиться к противнику, так как глубины стали слишком малы для него.
В 7:15 к крейсеру присоединились авизо и также начали обстреливать броненосец противника. Тайцы перенесли огонь на авизо «Амираль Шарнье», но вновь не добились никакого успеха. Сам броненосец в этот момент горел в трёх местах, имел большой дифферент на корму и кренился на правый борт. Его кормовая башня была выведена из строя. В 7:20 «Тонбури» начал медленно отходить на северо-запад. «Ламотт-Пике» не мог преследовать противника из-за мелководья и ограничился безуспешным пуском торпед с большой дистанции. Попытки Беранже организовать преследование силами других кораблей также не имели успеха. В 7:50 бой закончился, французы повернули на юго-запад.
В 8:40 Беранже, опасаясь тайской авиации, приказал своим кораблям отходить на запад, в сторону открытого моря. Самолёты ВВС Таиланда, лёгкие бомбардировщики V-93S «Корсар», американского производства, действительно вылетели для атаки противника, но их первый удар по ошибке пришёлся на «Тонбури», причём лётчики добились попадания авиабомбы, которое причинило кораблю новые тяжёлые повреждения. В 9:50 броненосец достиг побережья Таиланда и сел на грунт на глубине 6 метров в устье реки Чантабун. В 11:00 экипаж оставил корабль. Только в 8:58 тайские самолёты атаковали французское соединение. Их атаки малыми группами и одиночными самолётами продолжались до 9:40, но интенсивный зенитный огонь французов вынудил их сбрасывать бомбы с большой высоты. Ни одного попадания бомбардировщики не достигли. Утром 18 января 1941 года французское соединение вернулось в Сайгон, где их ожидала триумфальная встреча.

## Итоги боя
В результате сражения были потоплены два миноносца тайских ВМС и тяжело повреждён броненосец береговой обороны, который затем затонул на мели. В экипаже броненосца погибло 20 человек. Позднее его подняли и отбуксировали в Бангкок, но восстановить не сумели и в дальнейшем он использовался как несамоходное судно до своего списания в 1967 году. По мнению французов, изложенному в рапорте контр-адмирала Терро, они потопили в бою один броненосец и три миноносца, а ещё один броненосец был тяжело повреждён и сел на мель. Французские корабли в ходе боя не получили ни одного попадания и не имели никаких потерь.
В свою очередь, в Таиланде сражение при Ко Чанге было объявлено крупной победой собственного флота, который, якобы, отбил нападение и заставил противника ретироваться. Поведение тайских моряков считалось образцом героизма, а погибший командир броненосца Луанг Промвиирапан был посмертно повышен в звании.

В целом, сражение у Ко-Чанга представляет собой традиционное для XX столетия столкновение вооружённых сил западной державы с силами второразрядного государства «третьего мира». Как правило, ни численность, ни наличие достаточно современной боевой техники у «незападной» стороны никак не помогает ей избежать поражения с разгромным счётом. Преимущество западной армии в организации, управлении, опыте, уровне подготовки командного и личного состава, причём базирующихся прежде всего на западной самоорганизации и самодисциплине, оказываются практически всегда решающими факторами полной победы. Простое подражание западным военным организмам не даёт восприятия механизмов западной военной эффективности.
— Барабанов М. С. Бой у Ко-Чанга.
При оценке действий сторон в сражении обращает на себя внимание полная некомпетентность командования тайских ВМС, распылившего свои небольшие силы и не поставившее им никаких активных задач. Выдвигая свои корабли на незащищённые стоянки, командование совершенно не озаботилось о разведке и охранении и фактически буквально приглашало противника напасть на них. Боевая подготовка тайских моряков и лётчиков также оказалась очень слабой и не позволила нанести противнику ущерб.
С французской стороны решающую роль в бою сыграл крейсер «Ламотт-Пике», участие авизо было малополезным. Вместе с тем, командующий французским соединением допустил и ряд ошибок. Одержав победу в бою, он не попытался развить успех и позволил повреждённому броненосцу противника уйти. Он отказался и от атак против побережья, хотя именно задача отвлечения сухопутных сил Таиланда ставилась ему в качестве основной. Вместо этого Беранже предпочёл уйти в Сайгон. В результате, победа флота не имела никакого серьёзного значения для борьбы за Индокитай и не помешала Японии навязать французской колониальной администрации своё посредничество, которое и предрешило судьбы Французского Индокитая во Второй мировой войне.